# Caseta dels Plans
La Caseta dels Plans és una masia del terme municipal de Gallifa, a la comarca catalana del Vallès Occidental.
Està situada a 903 metres d'altitud, en el sector nord del terme municipal, a prop del límit amb Granera. És en el vessant meridional de l'extrem de llevant de la Serra de la Caseta, a ponent del Turó de la Baga. Es troba a llevant de la capçalera del torrent dels Plans i al nord del Bruguetar i del Sot dels Aurells. A ponent seu s'estenen els Terrers de la Caseta i la Baga dels Plans.
S'hi accedeix per llargs camins de muntanya en bon estat que l'enllacen amb Granera, al nord, i amb Gallifa, al sud.